# Henarejos
Henarejos település Spanyolországban, Cuenca tartományban. Henarejos Landete, Garaballa, Narboneta, Víllora, Villar del Humo, San Martín de Boniches és Fuentelespino de Moya községekkel határos. Lakosainak száma 131 fő (2024).

## Népesség
A település népessége az utóbbi években az alábbiak szerint változott:
| Lakosok száma | 257  | 248  | 227  | 206  | 202  | 177  | 159  | 139  | 137  | 131  |
|               | 2001 | 2004 | 2006 | 2009 | 2011 | 2014 | 2016 | 2019 | 2021 | 2024 |